# Triglochin isingiana
Triglochin isingiana är en sältingväxtart som först beskrevs av John McConnell Black, och fick sitt nu gällande namn av Aston. Triglochin isingiana ingår i släktet sältingar, och familjen sältingväxter. Inga underarter finns listade.